# Hellalive
Hellalive – album koncertowy amerykańskiej grupy Machine Head. 
Płyta została wydana przez wytwórnię Roadrunner Records 11 marca 2003. Materiał został zarejestrowaney podczas koncertu w Brixton Academy w Londynie 8 grudnia 2001, z wyjątkiem utworów "None But My Own" oraz "The Burning Red", które zostały nagrane 7 lipca 2002 roku podczas występu Machine Head na festiwalu With Full Force w Niemczech (wówczas nie było już w składzie Ahrue Lustera, a jego miejsce zajął Phil Demmell).
Miksowanie albumu wykonał Colin Richardson.

## Twórcy
- Robb Flynn – śpiew, gitara
- Ahrue Luster – gitara (utwory 1-7, 9-11, 13 i 14)
- Adam Duce – gitara basowa
- Dave McClain – perkusja
- Phil Demmell – gitara (utwory 8 i 12)

## Lista utworów
1. "Bulldozer" – 5:01
2. "The Blood, the Sweat, the Tears" – 4:16
3. "Ten Ton Hammer" – 5:01
4. "Old" – 4:59
5. "Crashing Around You" – 5:31
6. "Take My Scars" – 5:04
7. "I'm Your God Now" – 6:22
8. "None But My Own" – 7:16
9. "From This Day" – 5:09
10. "American High" – 3:34
11. "Nothing Left" – 5:33
12. "The Burning Red" – 6:09
13. "Davidian" – 6:00
14. "Supercharger" – 7:32

## Teledyski
- "The Blood, the Sweat, the Tears" (reż. Robb Flynn, 2003)